# Кровил сир Си
Кровил сир Си (фр. Crosville-sur-Scie) насеље је и општина у северној Француској у региону Горња Нормандија, у департману Приморска Сена која припада префектури Дјеп.
По подацима из 2011. године у општини је живело 242 становника, а густина насељености је износила 68,95 становника/km². Општина се простире на површини од 3,51 km². Налази се на средњој надморској висини од 50 метара (максималној 112 m, а минималној 39 m).

## Демографија
| 1962. | 1968. | 1975. | 1982. | 1990. | 1999. | 2011. |
| ----- | ----- | ----- | ----- | ----- | ----- | ----- |
| 132   | 161   | 177   | 222   | 265   | 236   | 242   |

График промене броја становника у току последњих година